# Felix Stern
Felix Stern (12. března 1914 Brno – 30. června 1942 Praha) byl brněnský Žid, povoláním chemik, popravený nacisty.

## Život
Felix Stern se narodil v 12. března 1914 v Brně Heinrichovi a Rose Sternovým. V roce 1932 maturoval na německé zemské a státní reálce v Brně a poté vystudoval Vysokou školu technickou Dra Edvarda Beneše obor chemické inženýrství. Dne 25. 6. 1938 byl poté promován doktorem technických věd. Po německé okupaci získal vystěhovalecký pas, ale nepodařilo se mu opustit území protektorátu. Dne 30. 6. 1942 byl popraven na Kobyliské střelnici v Praze.

## Rodina
Otec Felixe Sterna Heinrich byl obchodníkem se suknem a honorárním konzulem Kostariky v Brně. Matka Rosa byla podnikatelkou v oboru papírnictví. Oba byli 2. 12. 1942 odtransportováni do terezínského ghetta a poté 9. 1. 1942 do Rigy, kde zahynuli. Kromě syna Felixe měli ještě dceru Valerii.